# Тајамика Чанганамуно
Тајамика Чанганамуно (енгл. Tayamika Chang'anamuno; Лилонгве, 1. јул 2000) малавијска је пливачица, олимпијка и вишеструка национална рекордерка, чија ужа специјалност су трке слободним стилом. 

## Спортска каријера
Рођена и одрасла у Лилонгвеу, главном граду Малавија, Тајамика је доста рано почела да се бави такмичарским пливањем, а прво веће такмичење на коме је учествовала је било Афричко јуниорско првенство одржано у Замбији 2013. године. Две године касније дебитовала је и као сениорска, пошто је са 15 година по први пут наступила на Светском првенству које је те 2015. године одржано у руском Казању. Ту је пливала у квалификацијама спринтерских трка на 50 прсно (69) и 50 леђно (51. место). 
У децембру 2016. учествовала је по први пут и на Светском првенству у малим базенима, које је те године одржано у канадском Виндзору. Наступала је и на светским првенствима у Будимпешти 2017. и Квангџуу 2019, односно на Олимпијским играма младих 2018. у Буенос Ајресу. 
Након наступа на Светском првенству у Будимпешти 2022. добила је четворогодишњу спортску стипендију за студије на Универзитету „Лоранд Етвош” у Будимпешти, где је паралелно са школовањем наставила и са пливачким тренинзима. Иако је исте године стекла право да наступи на Играма комонвелта, због недостатка финансијских средстава Малавијског олимпијског комитета ипак није отутовала на такмичење у Бирмингем.
Учествовала је и на наредна два светска првенства, у Фукуоки 2023. и Дохи 2024. године. У Дохи је пливала у квалификационим тркама на 100 слободно, где је заузела 76. место, те на 50 леђно (52. место). 
Захваљујући специјалној позивници наступила је на Летњим олимпијским играма у Паризу 2024. године. У Паризу је пливала у квалификацијама трке на 50 метара слободним стилом. Наступила је у четвртој квалификационој групи где је пливала у стази 7, и са временом од 29,32 секунди заузела је претпоследње место у својој квалификационој групи, односно укупно 55. место у конкуренцији 79 такмичарки.